# Armistizio di Rodi
Gli accordi d'armistizio arabo-israeliano di Rodi del 1949 furono firmati da Israele e da ciascuno dei Paesi arabi confinanti: Egitto, Siria, Libano e Transgiordania. Questi accordi misero fine alla guerra arabo-israeliana del 1948 e stabilirono le linee provvisorie d'armistizio che vennero rispettate fino alla guerra dei sei giorni del 1967.

## Accordo fra Israele ed Egitto
Tale accordo fu firmato il 24 febbraio e fissò:
- la frontiera israelo-egiziana, che seguiva quella internazionalmente riconosciuta al 1906, con l'eccezione della zona in prossimità del Mar Mediterraneo, in cui l'Egitto mantenne il controllo d'una striscia di terra conosciuta da quel momento come striscia di Gaza;
- la liberazione delle truppe egiziane accerchiate e delle loro armi da parte degli israeliani ad al-Faluja;
- una zona smilitarizzata dall'una e dall'altra parte della frontiera.

## Accordo fra Israele e Libano
L'accordo fu firmato il 23 marzo e fissò:
- la frontiera israelo-libanese ("linea blu"), che seguiva quella antica, internazionalmente riconosciuta;
- il ritiro dell'esercito israeliano da 13 villaggi sul territorio libanese occupati nel corso del conflitto.

## Accordo fra Israele e Transgiordania
L'accordo fu firmato il 3 aprile e fissò:
- il mantenimento delle forze giordane sulle posizioni conquistate durante il conflitto su tutta la Cisgiordania ed, in particolare, su Gerusalemme Est e la Città Vecchia;
- lo scambio delle posizioni tenute dai transgiordani nella pianura di Sharon con le posizioni della Cisgiordania tenute dalle forze irachene;
- che facilitazioni di circolazione fra Gerusalemme e il campus dell'Università Ebraica di Gerusalemme sul Monte Scopus ad est e libero accesso ai Luoghi Santi dovevano essere messi a punto da un comitato speciale da costituirsi.

## Accordo fra Israele e Siria
L'accordo fu firmato il 20 luglio e stabilì il ritiro delle forze siriane dalla maggior parte dei territori conquistati ad ovest della frontiera internazionale. Tali territori furono smilitarizzati.

## Situazione fra Israele e Iraq
Nessun accordo fu mai firmato, ma la situazione del fronte aperto dagli iracheni venne coperta dall'accordo di armistizio israelo-giordano. Le forze irachene si ritirarono nel marzo 1949 e lasciarono le loro posizioni in Cisgiordania all'allora Emirato di Transgiordania.

## Risultati dell'armistizio

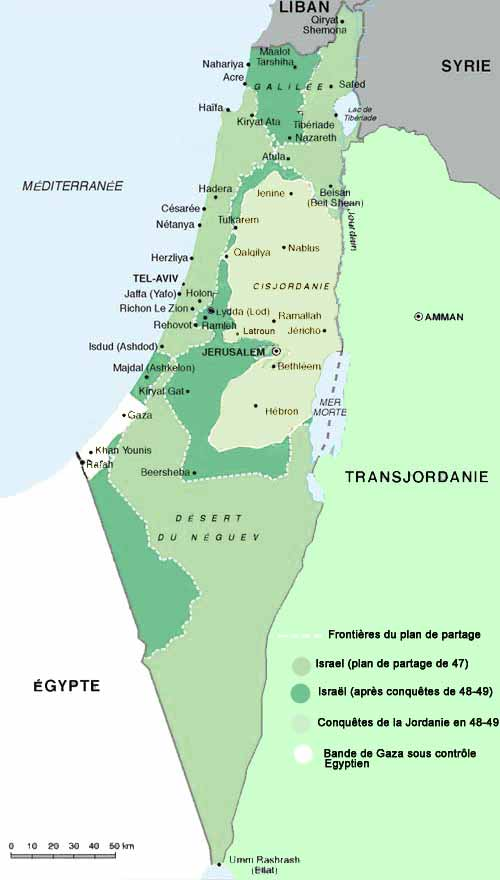

Gli accordi lasciarono il 78% del territorio della Palestina mandataria agli israeliani. Il restante fu occupato dall'Egitto (striscia di Gaza) e dalla Transgiordania (Cisgiordania e Gerusalemme Est).
Questi accordi armistiziali sarebbero dovuti rimanere in vigore fino ai negoziati di pace, ma questi ultimi non furono mai avviati negli anni a venire. Con l'eccezione di quelli israelo-libanesi, gli accordi stabilivano chiaramente, su insistente richiesta degli stati arabi, che le frontiere fissate non sarebbero state definitive ma, al contrario, che avevano solo delle finalità militari.
Moshé Sharett, ministro degli affari esteri e futuro primo ministro israeliano, dichiarò di considerare questi accordi di armistizio del 1949 altrettanto provvisori in occasione di un suo discorso davanti alla Knesset e precisò che queste linee, con l'eccezione della Linea Verde in Cisgiordania, si appoggiavano su frontiere internazionali "naturali". Israele non rivendicò un'estensione maggiore dei propri territori alla Conferenza di Losanna del 1949 e propose che questi confini, salvo il tracciato della striscia di Gaza, fossero trasformati in frontiere politiche permanenti.
Papa Pio XII scrisse l'enciclica Redemptoris Nostri Cruciatus per chiedere la protezione dei luoghi santi cristiani.
Dopo le conquiste realizzate con la guerra dei sei giorni, alcuni dirigenti israeliani si preoccuparono che le linee d'armistizio del 1949 venissero finalmente trasformate in frontiere permanenti:
- Il primo ministro Golda Meir in un articolo sul New York Times del 23 dicembre 1969 dichiarò che le frontiere anteriori al 1967 erano pericolose e che accettarle sarebbe equivalso ad un tradimento da parte dei dirigenti israeliani.
- Il primo ministro Menachem Begin descrisse come un "suicidio nazionale per Israele" il ritorno alle linee antecedenti il 1967.

## Violazioni degli accordi
Ciascuno degli accordi stipulati prevedeva che le richieste delle parti in causa sarebbero state presentate ad un'apposita commissione dell'ONU, ma questi furono spesso violati, con la condanna da parte della comunità internazionale: l'Egitto mantenne le sue forze armate nella zona di 'Uja al-Hafir, che avrebbe dovuto essere demilitarizzata; Israele rafforzò la sua presenza militare sul Monte Scopus, che avrebbe dovuto essere altrettanto demilitarizzato (i soldati controllavano quest'area travestendosi da poliziotti) ed effettuò incursioni armate in Transgiordania in risposta a quelle arabe sul suo territorio; la Siria lanciò numerosi attacchi d'artiglieria contro le zone abitate dagli israeliani nella zona demilitarizzata delle alture del Golan.